# Gewinnabschöpfung
Unter Gewinnabschöpfung versteht man im deutschen Recht verschiedene Sanktionsmöglichkeiten für unrechtmäßiges Verhalten, bei dem der Verletzer einen Vorteil erlangt. Damit soll erreicht werden, dass sich ein Rechtsverstoß „nicht lohnt“.

## Lauterkeitsrechtliche Gewinnabschöpfung
Der in § 10 UWG verankerte Gewinnabschöpfungsanspruch ist ein Anspruch sui generis. Er ist kein Schadensersatz- oder Bereicherungsanspruch und kann auch nicht mit dem erweiterten Verfall i. S. d. § 73d StGB verglichen werden. Die Gewinnabschöpfung wurde im Rahmen der Novelle von 2004 in das UWG eingeführt. Er soll vor allem ein Werkzeug gegen sogenannte Streuschäden darstellen. Dies sind Fallkonstellationen, in denen durch wettbewerbswidriges Verhalten eine Vielzahl von Abnehmern geschädigt wird, die Schadenshöhe im Einzelnen jedoch gering ist, sodass ein einzelner Betroffener oft keinen Anreiz hat, dagegen vorzugehen.

### Tatbestand
Die Norm setzt einen vorsätzlichen Verstoß gegen § 3 oder § 7 UWG voraus. Dabei muss der Verletzer zulasten einer Vielzahl von Abnehmern einen Gewinn erzielt haben. Der Gewinn ist dabei die Verbesserung der Vermögenslage des Unternehmens durch die Zuwiderhandlung. Da die Norm nur von Abnehmern spricht, werden Schäden zulasten von Mitbewerbern oder Lieferanten nicht erfasst. Geltend gemacht werden darf der Anspruch nur durch die „gemäß § 8 Abs 3 Nr 2–4 zur Geltendmachung eines Unterlassungsanspruchs Berechtigten“, also etwa die Wettbewerbszentrale.

### Rechtsfolge
Der Gewinn ist an den Bundeshaushalt herauszugeben. Dies ist natürlich kein großer Anreiz für private enforcement, was auch einen der Hauptkritikpunkte an der Vorschrift darstellt.

## Kartellrechtliche Gewinnabschöpfung
Bei dem 2005 eingeführten § 34a GWB, dem Anspruch auf Vorteilsabschöpfung, handelt es sich um eine Zwillingsvorschrift des § 10 UWG im Kartellrecht.

## Präventive Gewinnabschöpfung
Die präventive Gewinnabschöpfung (PräGe) ist ein Mittel zur Sicherstellung deliktisch erlangter Gewinne durch Polizei und Ordnungsbehörden.

## Gewinnabschöpfung als Sanktion
Bei der Festsetzung einer Geldbuße für eine Ordnungswidrigkeit soll der durch diese erlangte Vorteil die Untergrenze der Bemessung sein (§ 17 Abs. 4 OWiG). Dem Betroffenen sollen nicht nur aus der Tat keine wirtschaftlichen Vorteile verbleiben, sondern darüber hinaus soll er noch eine Einbuße hinnehmen müssen. Es handelt sich hierbei um eine gebundene Ermessensentscheidung.
Gem. § 29a OWiG oder auch in einem strafgerichtlichen Urteil können der Verfall, außerdem die Einziehung durch die Tat unrechtmäßig erlangter Gegenstände und Vermögenswerte angeordnet werden (§ 73 StGB).